# 발롱

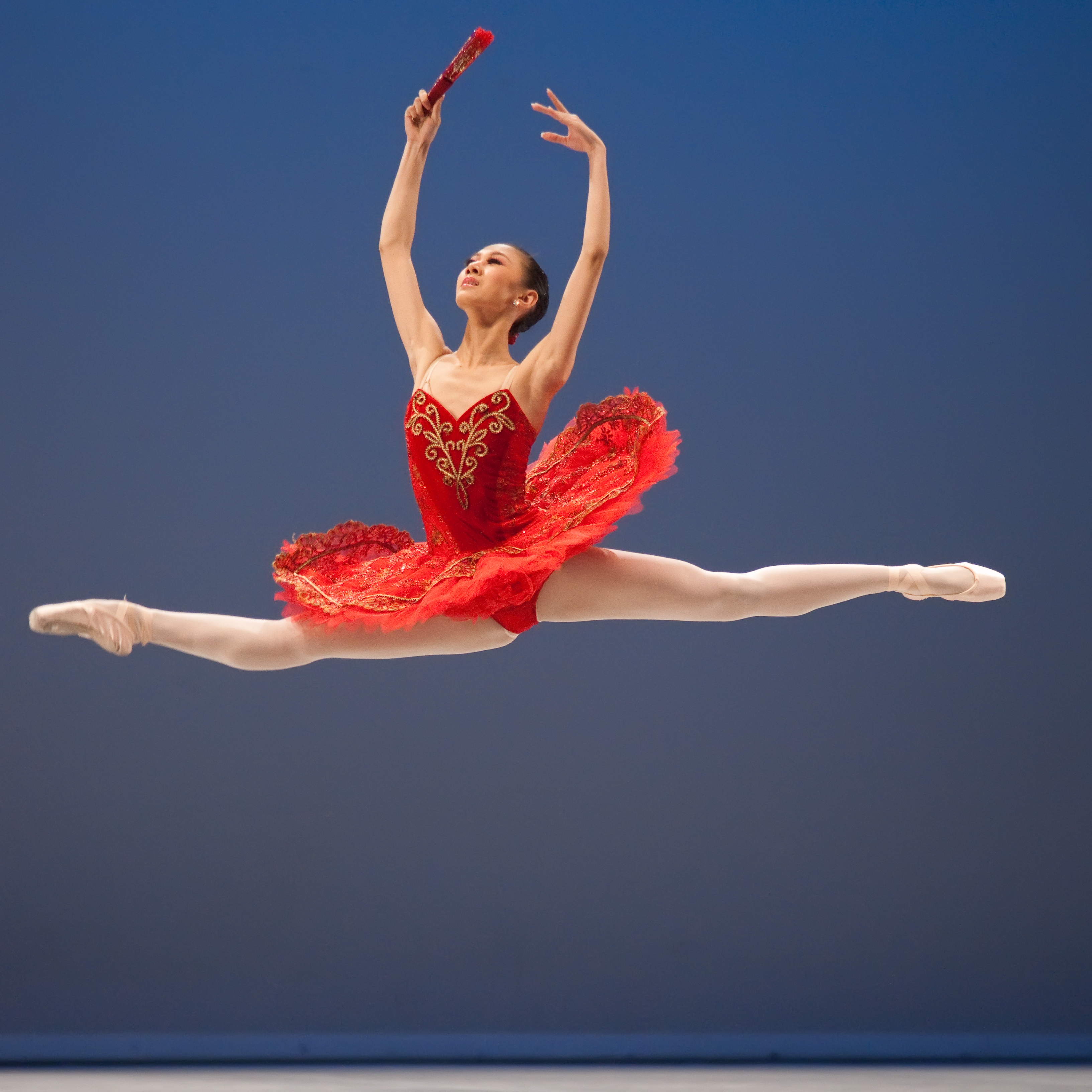

발롱(Ballon)은 도약하는 중에 가볍게 몸을 들어올리는 일이다. 발레와 그 밖의 다른 춤 장르에서 바람직한 미술적 행위이며 무용인이 큰 노력 없이 공중으로 떴다가 부드럽게 착지한다. 이 이름은 풍선을 뜻하는 프랑스어 ballon에서 기원하지만 비상하게 가벼운 도약을 공연한 것으로 알려진 프랑스의 발레 무용인 클로드 발롱(Claude Balon)의 영향을 받았을 것이라는 주장도 존재한다.